# Nesaru
Nesaru var i kosmogonin hos Arikarafolket i Nordamerika en himmelsande som skapade människorna, förde upp dem från underjorden och gav dem kunskapen att odla majs.